# Kamow Sewer-2
Die Kamow Sewer-2  (russisch Камов Север-2, deutsch Norden-2) ist ein 1959 vom Luftfahrtingenieur Nikolai Kamow entwickelter Aeroschlitten. Er wurde aus dem Automobil GAZ-M20 Pobeda (ГАЗ-М20 Победа auf kyrillisch) abgeleitet, auf dem ein hinten positionierter und von einer speziellen Stütze getragener Iwtschenko-AI-14-Sternmotor (kyrillisch АИ–14) mit einem Propeller als Antrieb montiert wurde. Für den Einsatz auf schneefreiem Gelände konnten die Kufen durch Räder ersetzt werden.

## Geschichte
Mitte der 1950er Jahre waren die NKL-16-Luftschrauben-Schlitten, mit denen in den nördlichen Regionen der Sowjetunion Post und eilige Notvorräte befördert wurden, am Ende ihrer Nutzungsdauer angelangt. Am 16. März 1957 erließen der Ministerrat der UdSSR und das Zentralkomitee der Kommunistischen Partei der Sowjetunion das Dekret Nr. 300, das Maßnahmen zur wirtschaftlichen Entwicklung der nördlichen Regionen enthielt, einschließlich der Frage der Ressourcen für den Postdienst. Das Dekret führte zum Erlass Nr. 229 vom 13. April des sowjetischen Ministeriums für Luftfahrtindustrie, der das Konstruktionsbüro von Nikolai Kamow mit der Entwicklung eines neuen Luftschrauben-Schlittens für das sowjetische Ministerium für Kommunikation beauftragte. Am 3. Juli 1957 genehmigte der stellvertretende Kommunikationsminister Konstantin Sergeitschuk ein Ausschreibungsdokument, das die Anforderungen enthielt, die der neue Aeroschlitten erfüllen sollte: beheizte Kabine für zwei Personen, separater Frachtraum mit einem kleinen vergitterten Fenster, 500 kg Tragfähigkeit und 1,2 m³ Fassungsvermögen. Der neue Luftschrauben-Schlitten sollte auf einer 20–30 cm dicken Schneedecke mit einer Reisegeschwindigkeit von 40 km/h fahren können. Kamow baute auf der Basis des GAZ-M20 Pobeda mindestens 15 Stück des Sewer-2. Ein Exemplar ist im Zentralen Museum der Luftstreitkräfte der Russischen Föderation ausgestellt.